# رالف لوبكه
رالف لوبكه (بالألمانية: Ralf Lübke)‏ (و. 1965  م) هو منافس ألعاب قوى، وعداء سريع ألماني، ولد في مولهايم أن در رور، شارك في الألعاب الأولمبية الصيفية 1988، والألعاب الأولمبية الصيفية 1984.

## روابط خارجية
- رالف لوبكه على موقع الاتحاد الدولي لألعاب القوى (الإنجليزية)
- رالف لوبكه على موقع أوليمبيديا (الإنجليزية)